# Torhamns kyrka
Torhamns kyrka hör till Torhamns församling i Lunds stift. Kyrkan ligger i samhället Torhamn i Blekinge.

## Kyrkobyggnaden
Föregångaren till nuvarande kyrka var en stenkyrka uppförd på 1200-talet, helgad åt Sankt Måns. År 1884 revs medeltidskyrkan som ansågs vara i för dåligt skick och dessutom för liten. 
Strax norr om gamla kyrkans plats uppfördes 1885 den nuvarande kyrkan efter ritningar av arkitekten Johan Fredrik Åbom vid Överintendentsämbetet (OBS! Felaktig uppgift i Sveriges kyrkor, Torhamns kyrka). Byggmästare var Carl Johnsson, som fick mycket beröm för arbetet. Den nya kyrkan invigdes 2 augusti 1885. Utvändigt är kyrkan oförändrad sedan dess.
Kyrkan består av ett rektangulärt långhus med kyrktorn i väster samt en smalare, rektangulär korutbyggnad i öster. Byggnadsmaterialet är gråsten och tegel. Fasaderna är vitputsade med synligt tegel i takfriser och omfattningar. Fönsteröppningarna är av typ rundbåge. Långhuset och det lägre koret täcks av flacka sadeltak. Tornet kröns av lanternin med spira. Ingång sker i gaveln mot väster, sidoingång finns mot södra långsidan. Kyrkorummet har vitputsade väggar och täcks av ett tunnvalv av trä. 
Under 1950-1951 byggdes koret om, varvid skranket till sakristian ersattes av en altarvägg med en monumental muralmålning av Gunnar Torhamn. De stora vedkaminerna togs bort och ersattes av elektrisk uppvärmning. Nästa invändiga renovering utfördews 1973-1974 då en del av långhuset avskildes för samlingssal och kapprum. 15 augusti 2005 påbörjades invändig målning och renovering och 7 maj 2006 kunde kyrkan återinvigas av prosten Claes Klingberg, tidigare kyrkoherde i Torhamn.

## Inventarier
- Den skulpterade predikstolen tillverkades av P. Christensson omkring 1630 och härstammar från den äldre kyrkan. På baldakinen finns Kristian IV:s namnchiffer.
- Dopfunten tillverkades 1974 efter ritningar av E. Johansson i Tranås. Funten är av kristallglas och skulpterad ek.
- Ett votivskepp skänktes till kyrkan 1978. Skeppet är en modell av en 28 fots vrakeka.

## Bildgalleri

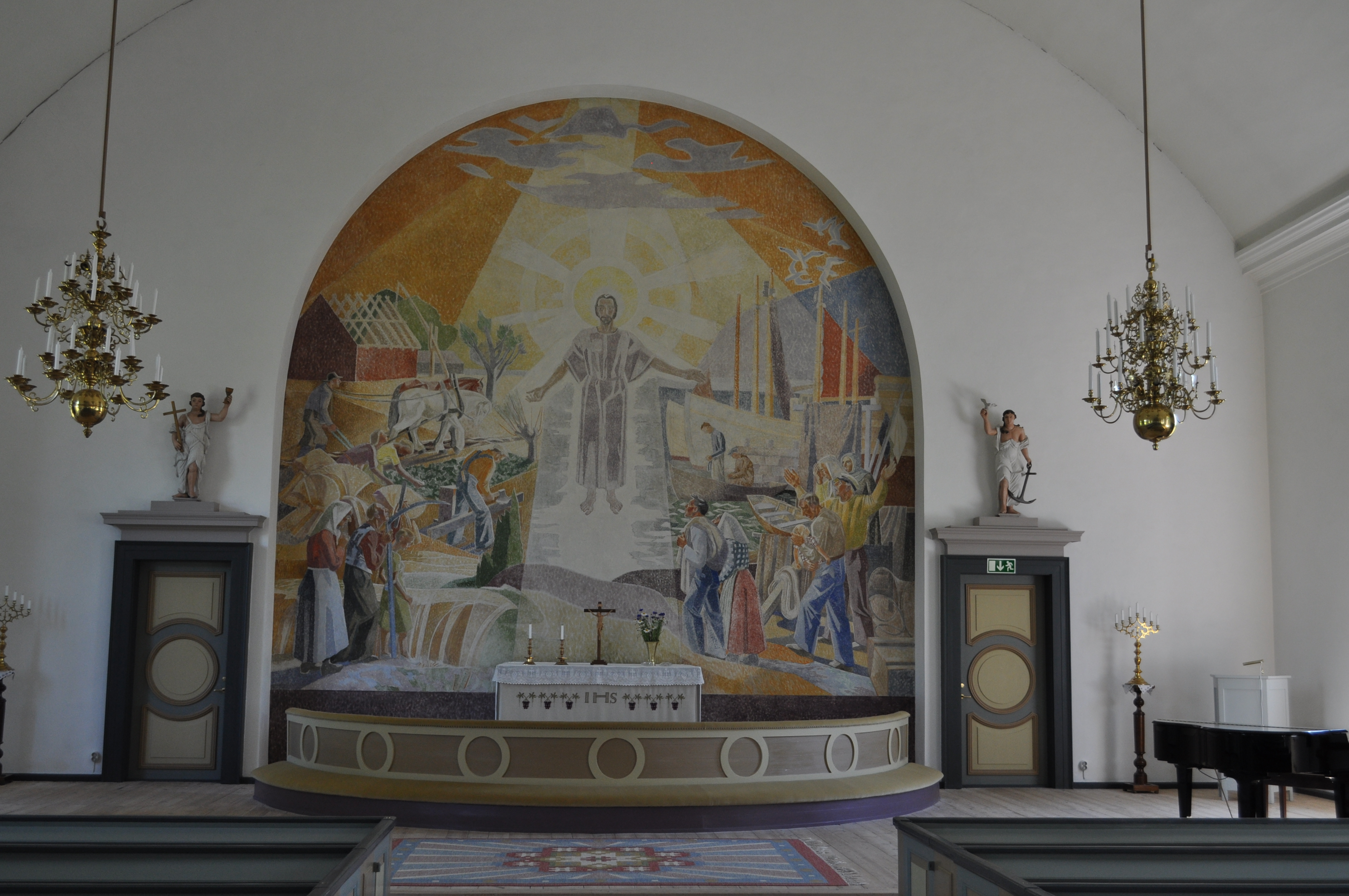
Muralmålning av Gunnar Torhamn
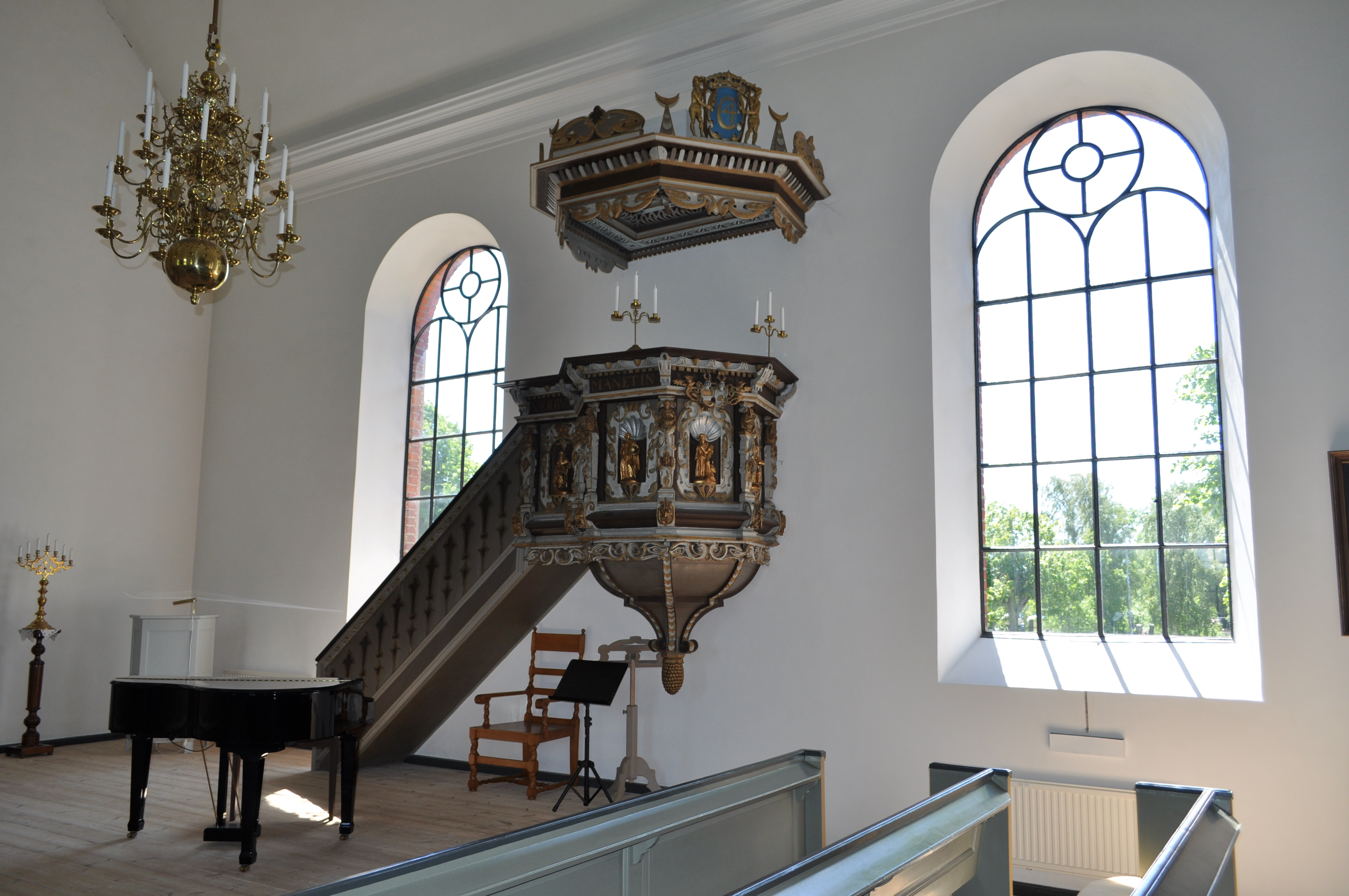
Predikstolen
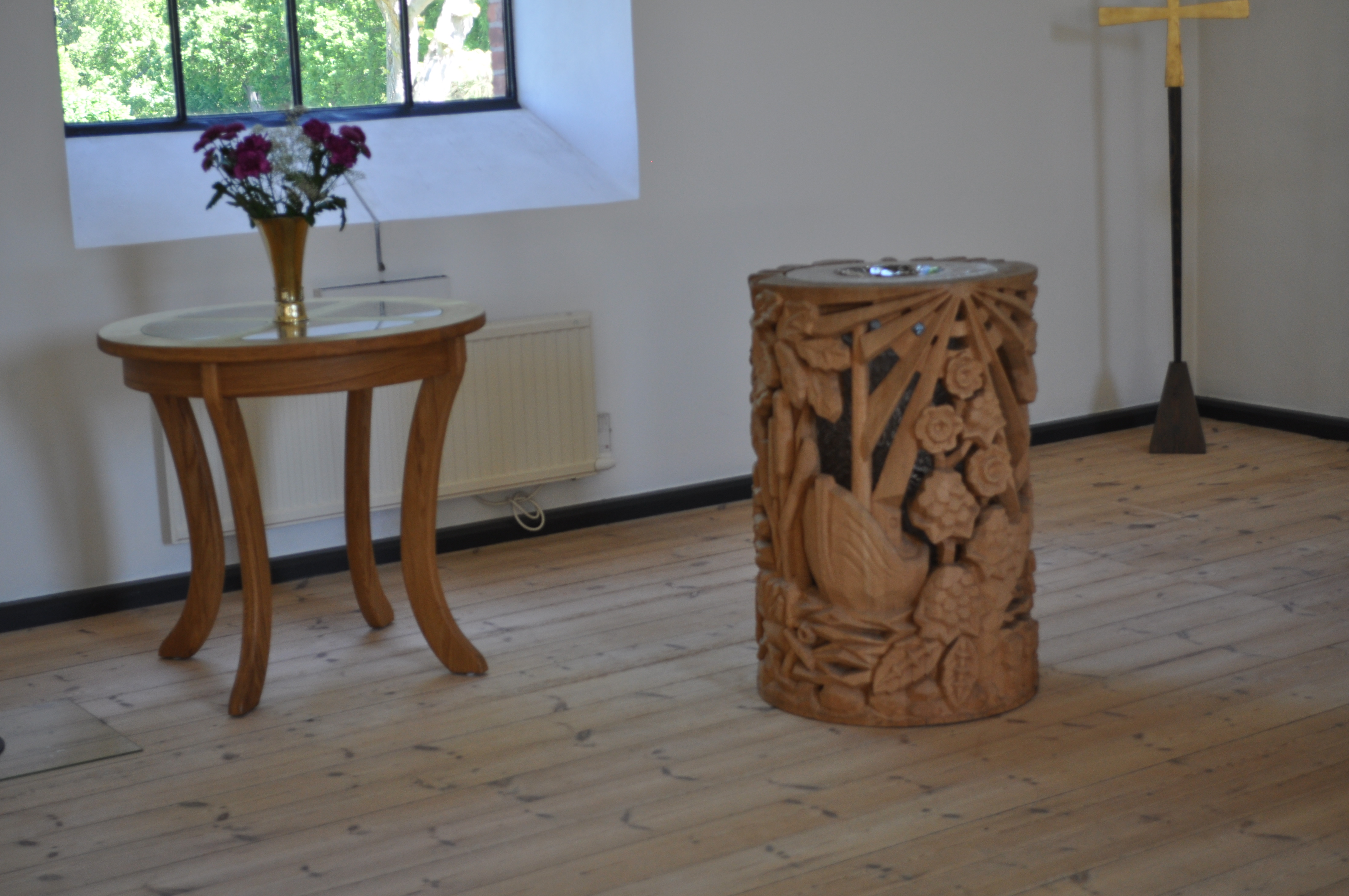
Dopfunt
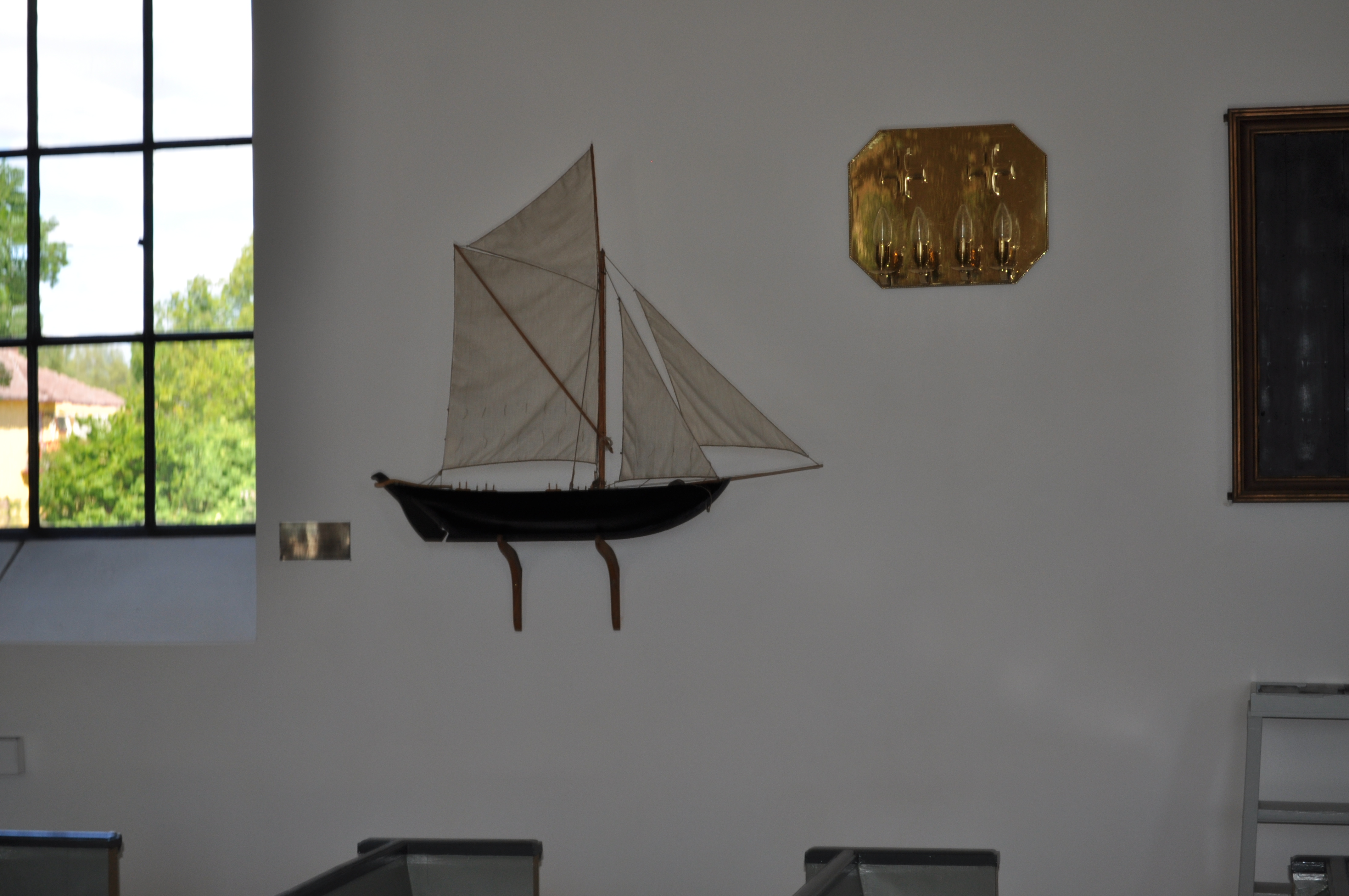
Votivskepp
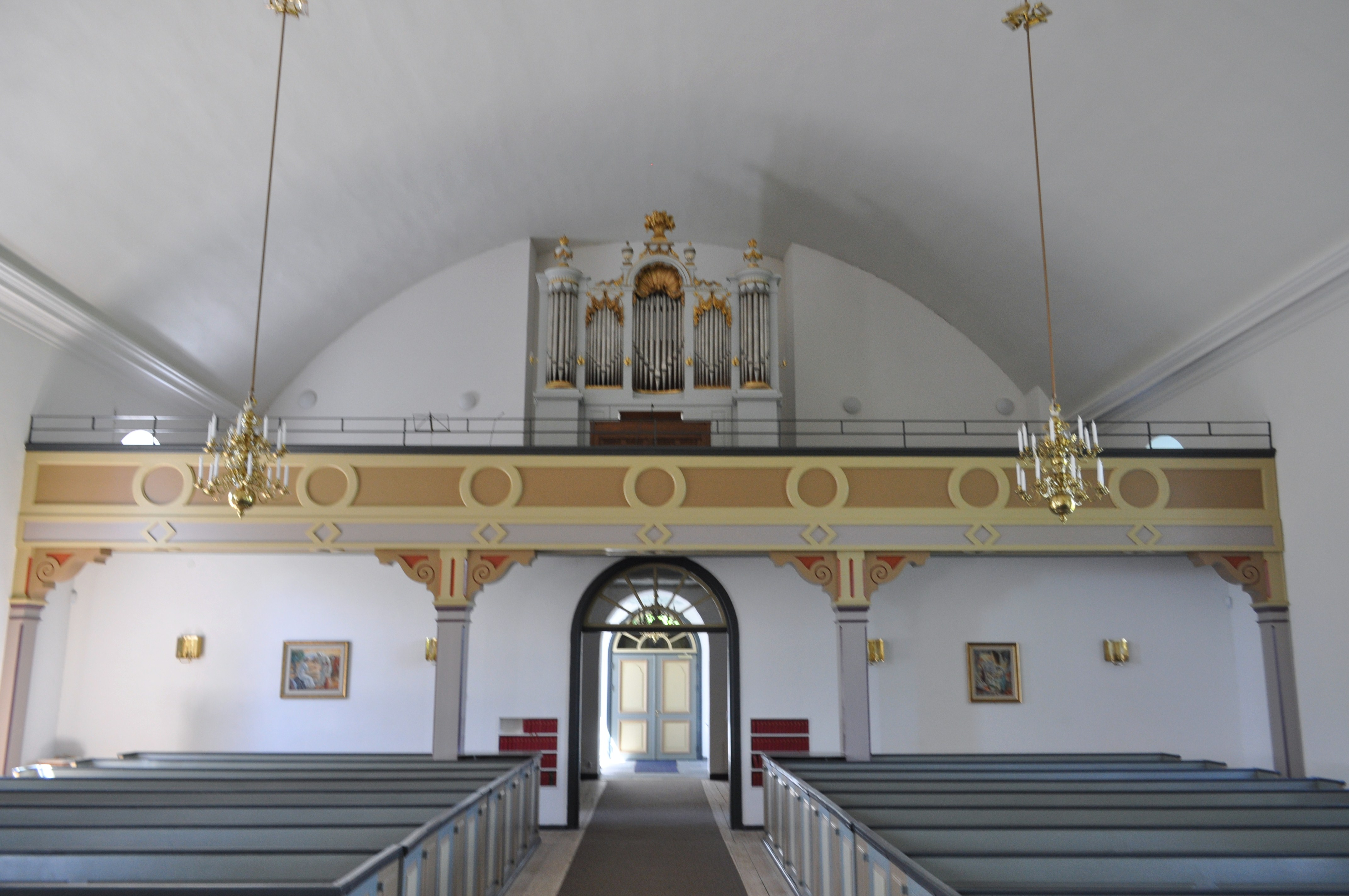
Orgelläktaren

## Orgeln
- Den ursprungliga orgeln byggdes 1784 av Pehr Schiörlin och köptes 1893 in från Vissefjärda kyrka. Tillhörande orgelfasad ritades av Olof Tempelman.

| Manual C-d3    | Pedal      | Koppel        |
| Principal 8’   | Subbas 16’ | Man/Ped       |
| Gedackt 8’     |            | Piano         |
| Flauto 8’      |            | Forte         |
| Salicional 8’  |            | Trumpet lacel |
| Oktava 4’      |            | Calcant       |
| Flauto 4'      |            | Sperrventil   |
| Oktava 2'      |            |               |
| Trumpet 8' B/D |            |               |

- 1935 ersattes orgelverket av ett nytt från Hammarbergs Orgelbyggeri. 1965 omändrades den av samma firma. Den har fria och fasta kombinationer och automatisk pedalväxling och registersvällare. Den är en pneumatisk. Den hade följande disposition:

| Huvudverk I       | Svällverk II      | Pedal       | Koppel   |
| Borduna 16’       | Rörflöjt 8’       | Subbas 16’  | I/P      |
| Principal 8’      | Salicional 8’     | Oktavbas 8’ | II/P     |
| Flöjt Harmonik 8’ | Gamba 8’          | Flöjt 8’    | II/I     |
| Oktava 4’         | Spetsflöjt 4’     |             | I 4'/I   |
| Oktava 2’         | Sesquialtera 2 ch |             | II 16'/I |
| Mixtur 3 ch       | Regal 8’          |             | II 4'/I  |
|                   | Tremulant         |             |          |

Eftersom orgeln fungerade mindre väl ersattes den av en digital orgel vid renoveringen 2005 - 2006, men fasaden från Schiörlinorgeln står kvar än idag.

### Webbkällor
- anläggningspresentation
- Jämjö pastorat
- Torhamns kyrka, Antikvarisk kontroll av invändig renovering, Blekinge museum